# 胸斑扁鼻麗魚
胸斑扁鼻麗魚，為輻鰭魚綱鱸形目隆頭魚亞目慈鯛科的其中一種，分布於非洲坦干伊喀湖西南部流域，為特有種，體長可達12公分，棲息在沙底質水域，生活習性不明，可作為觀賞魚。

## 擴展閱讀
維基物種上的相關：胸斑扁鼻麗魚